# Jesús ben Damneo

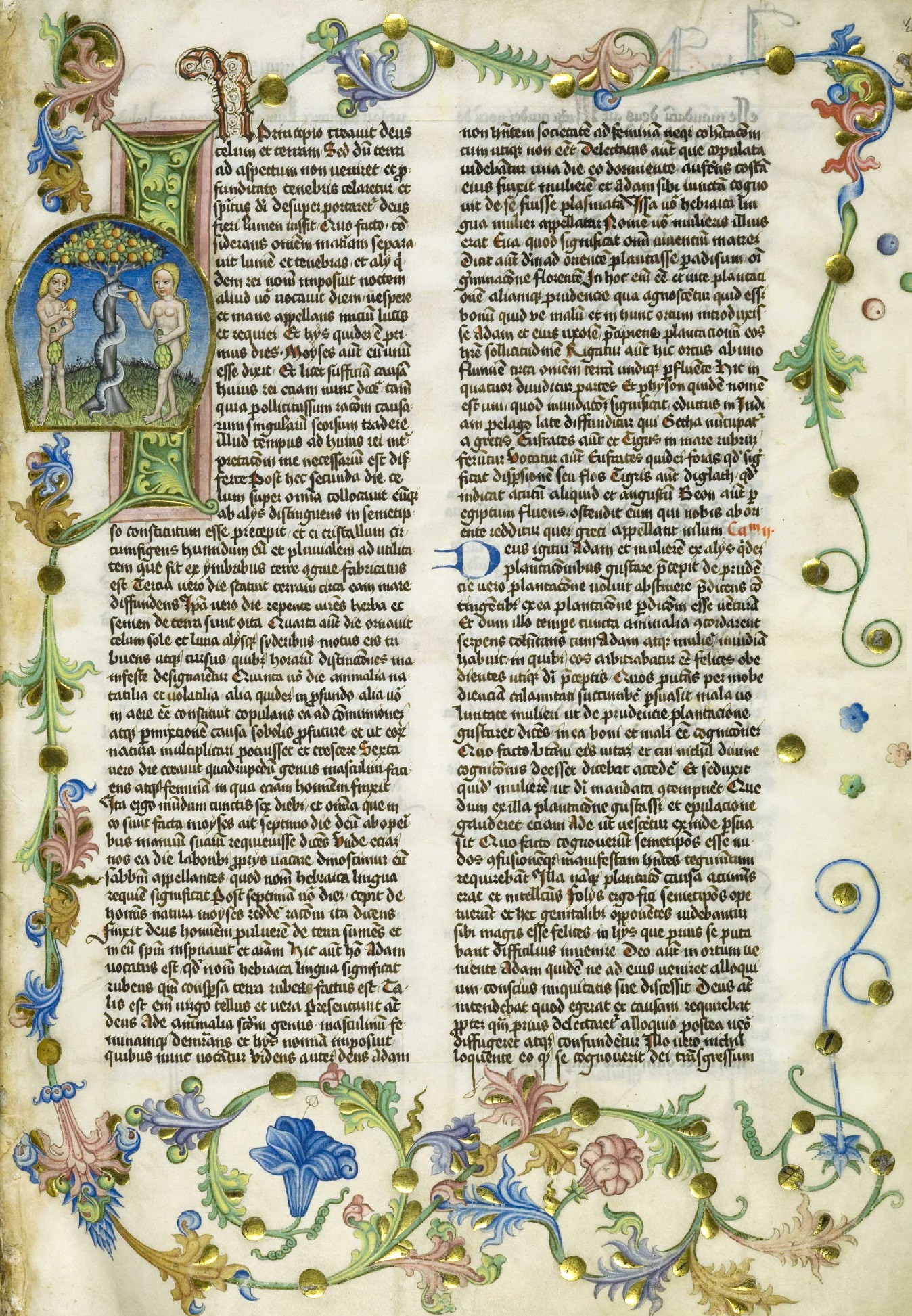
Una página de una copia de 1466 de Antigüedades judías.

Josué o Jesús ben Damneo (en griego antiguo: Ἰησοῦς του Δαμναίου; en hebreo: ישוע בן דמנאי‎, Yeshua` ben Damnai) fue un Sumo Sacerdote de Israel en Jerusalén durante la era herodiana, en la provincia de Judea.
En Antigüedades judías (Libro 20, Capítulo 9), el historiador del siglo I Josefo afirma que Jesús ben Damneo fue hecho sumo sacerdote debido a que el Cohel Gadol anterior, Ananías ben Ananías, fue destituido de su cargo debido a la ejecución de Jacobo el Justo. El mismo Jesús ben Damneo fue depuesto menos de un año después.
Aunque la autenticidad de algunos pasajes del libro 18 de Antigüedades judías ha sido objeto de debate, la abrumadora mayoría de los estudiosos consideran que la discusión sobre la muerte de Jacobo en la sección 9 del libro 20 es auténtica.
Las obras de Josefo se refieren a, por lo menos, veinte personas diferentes con el nombre de Jesús, y en el capítulo 9 del libro 20, muchos estudiosos consideran que Jesús, hijo de Damneo es distinto al de la referencia a «Jesús, llamado Cristo», mencionado a lo largo de la identificación de Jacobo. John Painter muestra que la frase «quien fue llamado Cristo» es utilizada por Josefo en este pasaje «a modo de distinguirlo de otros del mismo nombre, como el sumo sacerdote Jesús hijo de Damneo, o Jesús hijo de Gamaliel», al haber sido ambos mencionados por Josefo en este contexto.